# Tengamos el sexo en paz
Tengamos el sexo en paz es una obra de teatro publicada en España en 1996 y  adaptada por Darío Fo, Jacopo Fo y Franca Rame de un manual de sexología escrito anteriormente por Jacopo Fo. La obra está compuesta por un conjunto de monólogos que tratan temas como el aborto, el sida, la impotencia, la frigidez o el orgasmo con gran libertad y desde un punto de vista cómico. Tengamos el sexo en paz es una traducción de la obra italiana original de 1992, Lo zen o l'arte di scopare.

## Argumento
La obra trata el tema del sexo, empezando por Adán y Eva y terminando en nuestros días. Procura dar una explicación a las preguntas habituales relacionadas con el sexo desde un punto de vista femenino, desdramatizado y cómico. La narración de la historia es en primera persona y el narrador se mantiene de principio a fin. Son monólogos reflexivos en los que se critica la sociedad más conservadora y puritana.

## Contexto histórico
Este libro fue censurado por el gobierno de Silvio Berlusconi, el cual prohibió a los italianos menores de 18 años que lo vieran por temor a que la obra pudiera “causar ofensa a la decencia común, que exige el respeto de las esferas de la decencia, y provocar malestar entre los espectadores adolescentes, con posibles efectos sobre su comportamiento en relación con el sexo”, anulando así el propósito original de la actuación. Este no ha sido el único encuentro de los autores con la censura; en el año 2003, el estreno de la obra “L'anomalo bicefalo” tuvo que hacerse en Milán, dado que en Roma no fue posible por el descontento de Berlusconi ante su contenido.